# Tromen
Tromen je neaktivní stratovulkán nacházející se v argentinské provincii Neuquén. Vrchol sopky je tvořen dvěma kalderami s rozměry 3,5 km. Masiv je tvořen převážně andezity a dacity, jeho stáří se odhaduje na konec pleistocénu až začátek holocénu. Erupce z roku 1822 nebyla potvrzena, takže věk poslední aktivity zůstává blíže neurčený.